# Omphale quinquefasciata
Omphale quinquefasciata är en stekelart som först beskrevs av Girault 1915.  Omphale quinquefasciata ingår i släktet Omphale och familjen finglanssteklar. Inga underarter finns listade i Catalogue of Life.